# St. Francisville (Misuri)
St. Francisville es un lugar designado por el censo ubicado en el condado de Clark en el estado estadounidense de Misuri. En el Censo de 2010 tenía una población de 179 habitantes y una densidad poblacional de 34,56 personas por km².

## Geografía
St. Francisville se encuentra ubicado en las coordenadas 40°26′32″N 91°34′34″O / 40.44222, -91.57611. Según la Oficina del Censo de los Estados Unidos, St. Francisville tiene una superficie total de 5.18 km², de la cual 4.99 km² corresponden a tierra firme y (3.65%) 0.19 km² es agua.

## Demografía
Según el censo de 2010, había 179 personas residiendo en St. Francisville. La densidad de población era de 34,56 hab./km². De los 179 habitantes, St. Francisville estaba compuesto por el 93.85% blancos, el 0% eran afroamericanos, el 0.56% eran amerindios, el 3.91% eran asiáticos, el 0% eran isleños del Pacífico, el 0% eran de otras razas y el 1.68% pertenecían a dos o más razas. Del total de la población el 2.23% eran hispanos o latinos de cualquier raza.